# КК Шанац
КК Шанац је кошаркашки клуб из Карловца, Хрватска. Клуб је основан 1949. и тренутно се такмичи у Другој лиги Хрватске.
Клуб је раније утакмице играо на бетонском игралишту у Шанцу, а данас их игра у Спортској дворани, која има капацитет од 3.000 места.

## Историја
Клуб је основан децембра 1949. као КК Жељезничар у оквиру СД Жељезничар.
Жељезничар је у Првој савезној лиги Југославије по први пут заиграо 1954, али је заузео десето место и испао у нижи ранг. У Прву лигу се враћа 1957, али опет испада, пошто је сезону завршио на претпоследњем деветом месту.
Трећи повратак у први ранг је био 1959, када је клуб заузео треће место иза Олимпије и Црвене звезде, што је најбољи резултат у историји клуба. Железничар је након 1959. у првом рангу остао још дванаест узастопних сезона, 1963. је завршио на четвртом месту само због лошије кош разлике иако је имао исти број бодова као други и трећи, а 1960, 1964. и 1967. на петом месту. У сезони 1970/71. је заузео последње дванесто место и тако након дванаест година испао из Прве лиге. Железничар је одиграо само још једну сезону у Првој лиги Југославије, сезону 1972/73., када је завршио на последњем четрнаестом месту. Укупно је у Првој лиги Југославије одиграо 16 сезона и налази се на дванаестом месту вечне табеле лиге.
У том периоду, кад је Железничар био на врхунцу и када је Карловац сматран градом кошарке, у граду је 1964. гостовала одабрана селекција НБА лиге, међу којима су били и Бил Расел, Вилт Чејмберлен и др.
Клуб 1991. променио име у КК Карловац 1579., по години оснивања града. Такмичење након распада СФРЈ наставио је у лигама Хрватске. Од 1998. је носио име КК Карловац, а 2002. је добио данашње име КК Шанац.
У прволигашко друштво, сада Прву лигу Хрватске, вратио се у сезони 1997/98., када је завршио једно место испод црте и испао. Као првак Друге лиге у сезони 1998/99. поново улази у Прву лигу. Овај пут Шанац се тамо задржао четири сезоне, пре него што је 2003. испао, и од тада се такмичи у Другој лиги.

## Успеси
- Прва лига Југославије

Треће место (1): 1959.
Четврто место (1): 1963.
Пето место (3): 1960, 1964, 1967.
- 16 сезона одиграних у Првој лиги Југославије.
- 5 сезона одиграних у Првој лиги Хрватске.